# Байрак (Мачухівська сільська громада)
Ба́йрак — село в Україні, у Мачухівській сільській громаді Полтавського району Полтавської області. Населення становить 83 осіб. До 2017 орган місцевого самоврядування — Мачухівська сільська рада.

## Географія
Село Байрак знаходиться за 1,5 км від села Кованчик та за 2 км від села Мачухи. По селу протікає пересихаючий струмок з загатою.

## Назва
Назва походить від слова байрак «балка, поросла травою».

## Історія
12 червня 2020 року, відповідно до розпорядження Кабінету Міністрів України № 721-р «Про визначення адміністративних центрів та затвердження територій територіальних громад Полтавської області», село увійшло до складу Мачухівської сільської громади.
19 липня 2020 року, в результаті адміністративно - територіальної реформи та ліквідації Полтавського району(1925—2020, село увійшло до складу новоутвореного Полтавського району.